# 22174 Allisonmae
22174 Allisonmae (2000 XG28) là một tiểu hành tinh vành đai chính được phát hiện ngày 4 tháng 12 năm 2000 bởi nhóm nghiên cứu tiểu hành tinh gần Trái Đất phòng thí nghiệm Lincoln ở Socorro.